# 陳裕宗
陳裕宗（越南语：／，1336年—1369年）是越南陳朝第七代皇帝，1341年至1369年在位。名陳暭（越南语：／），《明史》作陳日煃。
陳暭是陳明宗之子，也是陳憲宗的同父異母弟。1341年，憲宗逝世，太上皇陳明宗立暭為帝，是為陳裕宗。裕宗即位後，仍尊明宗為太上皇，讓他繼續執掌朝政。1357年明宗死後，裕宗開始親政。
越南官修史書《大越史記全書》稱，陳裕宗「至性聰睿，學問高明，武備文修，四夷賓服」。但根據史料記載可以推斷裕宗是一位昏庸無能的皇帝，他統治的末期更是荒淫無度，陳朝走向衰落，皇室陷入了混亂之中，並最終導致了陳朝的覆亡。

## 背景
陳裕宗為陳明宗第十子，為憲慈皇后所生。1341年，陳憲宗逝世，沒有嗣子。太上皇決定立自己的小兒子陳暭為帝，而不是嫡長子恭肅王陳元昱。據說這是因為太上皇認為陳元昱過於奢侈，不宜繼承國統的緣故。

## 即位為王

### 太上皇執政時期
1341年至1357年之間，陳朝的政權一直由太上皇陳明宗把持著。1349年，裕宗冊立平章惠肅王第四女懿慈公主為儀聖皇后。
在這段時期裡，陳朝的重要文臣武將相繼去世，天災不斷發生。天災導致了越南朝廷的財政窘迫和農民起義的爆發。張漢超奉命鎮壓了這些叛亂，在叛亂地區重建了朝廷的權威，但僅僅只得到了短期的和平。與此同時，哀牢、占城趁機入侵越南。

### 親政時期
1357年，太上皇陳明宗逝世，裕宗開始親政，更元大治。這時期陳朝皇室陷入了混亂之中，賢臣阮忠彥、張漢超相繼逝世。朱文安不滿於裕宗的昏亂，上《七斬疏》，請求裕宗將七位佞臣處斬，但未被採納。朱文安等賢臣辭官退隱，此後陳朝朝政由佞臣把持，官員也越來越腐敗。
此時中國正處於元末明初時期，局勢複雜多變，朱元璋和陳友諒爭奪權力，雙方都希望越南出兵支持自己。然而陳裕宗卻保持了中立。裕宗將軍隊集中於南方以對抗占城。雖然如此，占城依然趁越南農民起義爆發之機多次入侵越南。越南朝廷不得不將伐占的軍隊調回國中去鎮壓這些農民起義。
明宗在位和執政期間勤勤勉勉、日理萬機。而裕宗親政的時候則將大量的經費花在了建造華麗宮殿、園林等娛樂的地方。裕宗還將戲劇引進了皇宮，而這為當時陳朝皇室所不齒。裕宗完全置封建等級制度於不顧，他脅迫皇子、公主們做平民的事情，諸如在集市中折紙扇等。在上朝期間，如果陳裕宗高興，他會走下寶座與群臣一起手舞足蹈。一次，裕宗大醉，跌入水池之中，因此得病，經過一段很長的時間才治癒。
1369年，陳裕宗逝世，年僅34歲。葬於阜陵，廟號裕宗，沒有諡號。

## 嗣君
陳裕宗沒有兒子。在裕宗臨終之前，他指定皇位由兄長陳元昱的養子陳日禮繼承。陳日禮並無陳朝皇室血統，而當時陳朝皇室依然眾多。陳裕宗的這一舉動完全顛覆了封建觀念，為後世的眾多史官所批評。陳日禮即位後改姓為「楊」，對陳朝皇室進行了迫害，從此以後，陳朝皇室陷入了混亂之中。